# Corycodus disjunctipes
Corycodus disjunctipes is een krabbensoort uit de familie van de Cyclodorippidae. De wetenschappelijke naam van de soort is voor het eerst geldig gepubliceerd in 1910 door Stebbing.